# Pleuroptya aegrotalis
Pleuroptya aegrotalis là một loài bướm đêm trong họ Crambidae.